# ヨシマツ薬品
ヨシマツ薬品株式会社（よしまつやくひん）は、熊本県熊本市八王寺町931に置く医薬品・衛生材料・化粧品の卸を中心とする熊本県の企業であった。医薬品の卸売大手。地盤は九州地区中部から南部。現在は、株式会社葦の会の一社「アステム」である。 

## 概要
- 代表取締役社長　吉松和夫

## 沿革
- 1923年（大正12年） - 吉松藤三郎が熊本市細工町1丁目1番地に「吉松一心堂」を創業
- 1933年（昭和8年） - 卸部門を熊本市細工町4丁目21番地に分離
- 1939年（昭和14年） - 卸部門を熊本市細工町4丁目30番地に移転
- 1941年（昭和16年） - 小売部門の「一心堂薬局」改築
- 1942年（昭和17年） - 創業者の吉松藤三郎が死去
- 1943年（昭和18年） - 卸部門を廃止し「熊本県医療品配給株式会社」に統合（吉松一心堂・徳光屋（後の徳光屋本店）・吉井薬店（後の吉井）・岡崎薬店（後の岡崎薬品）・梁井薬店（後のヤナイ薬品）・富田大薬房（後の富田薬品））
- 1947年（昭和22年） - 「熊本県医療品配給株式会社」解散
- 1949年（昭和24年） - 「株式会社吉松一心堂」として法人化
- 1952年（昭和27年） - 資本金150万円から300万円へ増資
- 1954年（昭和29年） - 資本金400万円に増資
- 1956年（昭和31年） - 資本金600万円に増資
- 1957年（昭和32年） - 資本金800万円に増資
- 1959年（昭和34年）9月 - 「八代出張所」設立
- 1959年（昭和34年）12月 - 資本金1200万円に増資
- 1961年（昭和36年）9月 - 「人吉分室」設立
- 1961年（昭和36年）12月 - 資本金1600万円に増資
- 1962年（昭和37年）8月 - 「有明出張所」設立
- 1962年（昭和37年）11月 - 資本金2100万円に増資
- 1963年（昭和38年）7月 - 「八代支店」新築
- 1963年（昭和38年）9月 - 資本金2500万円に増資
- 1964年（昭和39年）4月 - 「ヨシマツ薬品株式会社」に社名変更
- 1964年（昭和39年）11月 - 資本金3200万円に増資
- 1967年（昭和42年）6月 - 「天草連絡所」設立
- 1967年（昭和42年）12月 - 資本金3600万円に増資
- 1968年（昭和43年）11月 - 資本金4000万円に増資
- 1969年（昭和44年）10月 - 「株式会社ダイコー」設立に参加
- 1971年（昭和46年）7月 - 資本金6000万円に増資
- 1972年（昭和47年）7月 - 資本金7000万円に増資
- 1972年（昭和47年）8月 - 「有明支店」新築
- 1973年（昭和48年）7月 - 資本金8000万円に増資
- 1974年（昭和49年）7月 - 資本金9000万円に増資
- 1975年（昭和50年）7月 - 資本金1億円に増資
- 1977年（昭和52年）8月 - 資本金1億3000万円に増資
- 1979年（昭和54年）12月 - 「有明支店」新築
- 1981年（昭和56年）10月 - 「人吉営業所」新築
- 1982年（昭和57年）3月 - 「天草営業所」新築
- 1982年（昭和57年）11月 - 「東支店」を新規に開設

## 主な取引メーカー
- ダイコーシステム
- 武田薬品
- エーザイ
- 第一製薬
- 明治製菓
- 藤沢薬品

## 営業所
- 熊本県：熊本市・八代市・荒尾市・天草市・人吉市

## グループ会社
- 株式会社サン・ダイコー熊本営業所
- 株式会社ダイヤ熊本営業所
- 株式会社サン・メック熊本営業所

## 備考
- 創業者の吉松藤三郎は、梁井幾太郎商店（後のヤナイ薬品）で奉公の後に「吉松一心堂」を創業。「一心堂」は「梁井一心堂」から暖簾わけされたものである。